# Marc Fulvi Flac (llegat)
Marc Fulvi Flac (en llatí Marcus Fulvius Q. F. M. N. Flaccus) era un dels quatre fills de Quint Fulvi Flac (Quintus Fulvius M. Q. F. N. Flaccus) i germà de Quint Fulvi Flac (Quintus Fulvius Q. F. M. N. Flaccus), cònsol l'any 179 aC.
Va servir com a legat del seu germà Quint a la guerra a Hispània contra els celtibers el 182 aC.